# St. Georgen (Parchim)

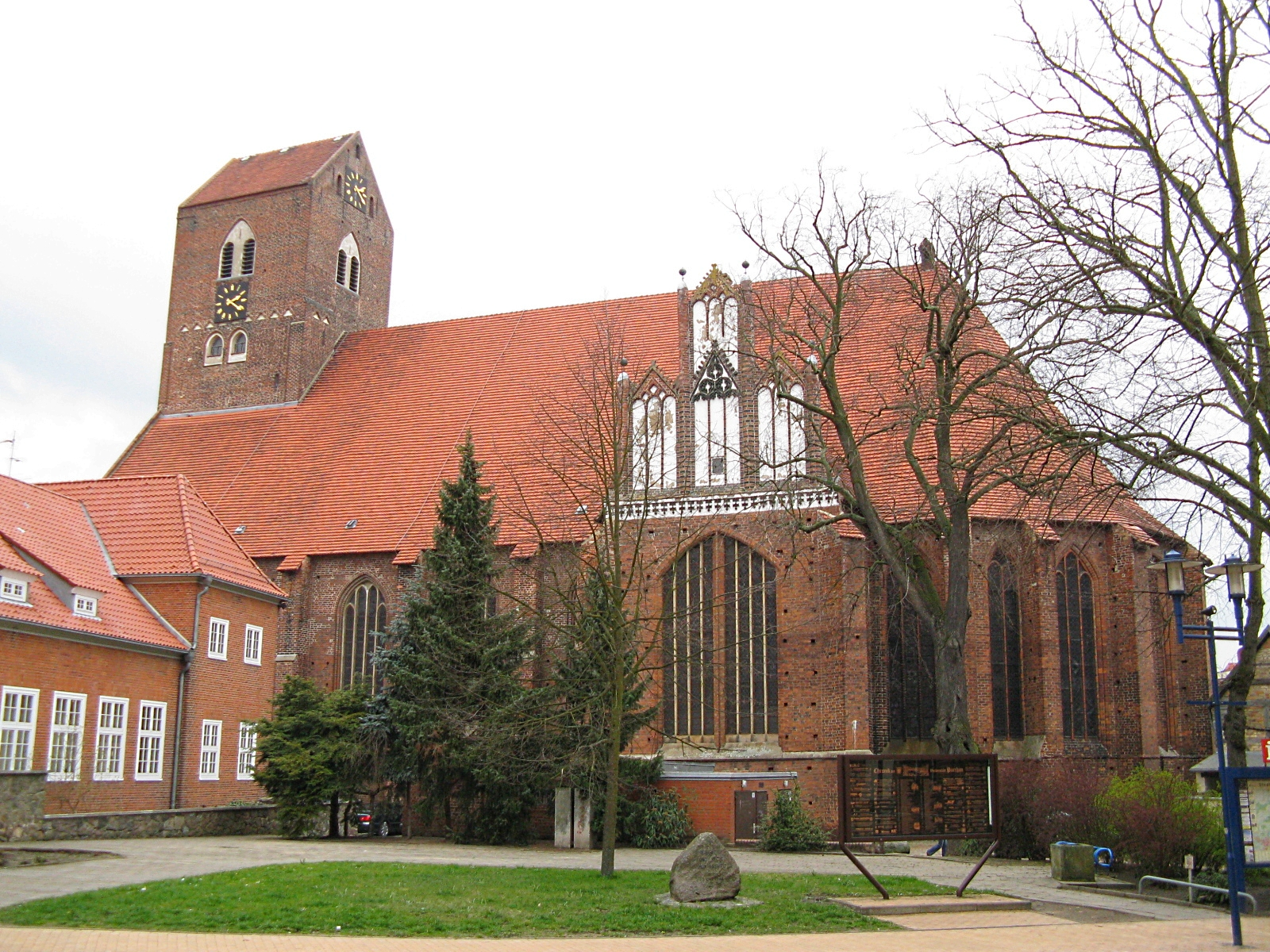
St. Georgen

Die Pfarrkirche St. Georgen ist die Kirche der gleichnamigen Evangelisch-lutherischen Kirchgemeinde in Parchim. Die Gemeinde gehört zur Propstei Parchim im Kirchenkreis Mecklenburg der Evangelisch-Lutherischen Kirche in Norddeutschland (Nordkirche). Die Kirche entstand 1289 im Zentrum der Altstadt. Nach einer Bauzeit von achtzehn Jahren wurde sie vermutlich 1307 geweiht; später wurde sie mehrfach umgebaut und erweitert. Sie ist ein dreischiffiger und neunjochiger gotischer Backsteinbau auf einem Feldsteinsockel mit einem Westturm. Der ursprünglich steile Turmhelm wurde 1612 zerstört.

## Geschichte

### Vorgängerbau
Die 1307 geweihte Kirche wurde auf den Trümmerresten des Vorgängerbaues unter Mitbenutzung erhalten gebliebener Mauerreste erbaut. Zum Teil sind diese Reste heute noch außen an der Westwand und im Innern der Kirche erkennbar. Bei der alten Kirche handelte es sich um eine spätromanische Basilika, welche vermutlich von dem Bischof Berno zwischen 1180 und 1190 errichtet wurde. Gewiss ist jedoch, dass sie 1229 stand, vielleicht auch etwas davor. Sie ist damit in Teilen das älteste Gebäude der Stadt Parchim.
Vor 1289 brannte die Basilika ab, sodass nach der Parchim-Chronik des Georgenpfarrers Cordesius (1634–1676) von Papst Nicolaus IV (1288–1292) für die Aufbauhilfe ein Ablass erteilt wurde. Dieser Papst gehörte den Franziskanern an, welche seit 1246 auch in Parchim nachweisbar sind.

### Die heutige Kirche St. Georgen
Nachdem das Gebäude als gotische Hallenkirche neu aufgebaut worden war, erweiterte man bereits im Jahre 1420/30 den Chorraum und den Chorumgang. Im Zuge des großen Stadtbrandes im Jahre 1612 wurden der Turm, der Glockenstuhl und die Glocken durch Feuer vollständig zerstört. Der anschließende Wiederaufbau des Turmes endete in seiner noch heute vorhandenen Gestalt mit einer geringeren Höhe von 48,50 Meter.
Nachdem bereits in den Jahren 1711 und 1806 Renovierungen in der Kirche stattgefunden hatten, kam es in den Jahren 1844 und 1898 zu den letzten umfassenden Sanierungen. 1844 wurden sämtliche Stühle und Chöre abgebrochen (mit Ausnahme des Ratschores), die Kirche wurde ausgeweißt, der Fußboden mit Steinen gepflastert, der Altar erhöht, die Orgel und Kanzel wurden mit Farbe versehen. Aus dem Hauptaltar von H. Leptzow brach man Apostel heraus und versetzte sie in einen neuen Altarschrein. Geleitet wurden diese Baumaßnahmen von Baumeister Garthe.
1897/98 wurde der Kalkputz bereits wieder entfernt, der Altar abgesenkt und ein neugotischer Altaraufsatz von Baurat Gotthilf Ludwig Möckel installiert. Erneut entfernte man alle Chöre und Einbauten. Der Fußboden wurde mit farbigen Platten gefliest, sämtlich Grabplatten setzte man in die Wände um. Max Salomon aus Berlin malte Gewölbe und Wände aus. Zudem wurden eine Luftheizung und eine Gasbeleuchtung installiert.

### Reformation an St. Georgen
Martin Luthers Lehre soll zuerst 1526 von Caspar Lönnies an St. Georgen verkündet worden sein. Danach wurde er von Herzog Albrecht suspendiert, jedoch kurz danach von Herzog Heinrich zu Mecklenburg 1533 wieder in sein Amt eingesetzt. Von diesem Zeitpunkt an wurde an St. Georgen evangelisch gepredigt und an St. Marien katholisch. 1537 besetzte Herzog Heinrich die frei gewordene Stelle an St. Georgen mit Johann Riebling (1494–1554), einem von Martin Luther selbst empfohlenen Theologen, der die neue Kirchenordnung in Mecklenburg durchsetzen sollte. Er war Hauptpastor der Georgenkirche und seit 1540 Generalsuperintendent (Bischof) für das ganze Herzogtum.

### Renovierung
Im 20. Jahrhundert erfolgten nur die notdürftigsten Erhaltungsmaßnahmen. So konnten in den Jahren 1979 bis 1983 die Außenhaut und das Dach durch Spendenmittel der Evangelisch-Lutherischen Kirche in Bayern im Rahmen des Sonderbauprogramms für die Kirchen der DDR teilweise restauriert werden. Am 28. Oktober 1996 gründete sich der erste Förderverein mit dem Ziel, die äußerst dringliche Sanierung der maroden Frieseorgel von 1871 zu realisieren. Am 31. Oktober 2001 war dieses Vorhaben abgeschlossen. Nach der Orgelsanierung widmete sich der Förderverein der Restaurierung des bis dahin verstummten Geläutes der Kirche. Dieses wurde am 30. September 2007 wieder in Betrieb genommen. Weiterhin konnten seit der Wiedervereinigung eine moderne Winterkirche – südlich des Turmes – (Dezember 2001), eine Gasheizungsanlage, sowie ein Küchen- und Sanitärtrakt in der St.-Georgen-Kirche installiert werden. In den Jahren 2006 und 2007 wurde die vorhandene Elektroanlage ersetzt und der Glockenstuhl umfassend gesichert und verstärkt.

## Ausstattung

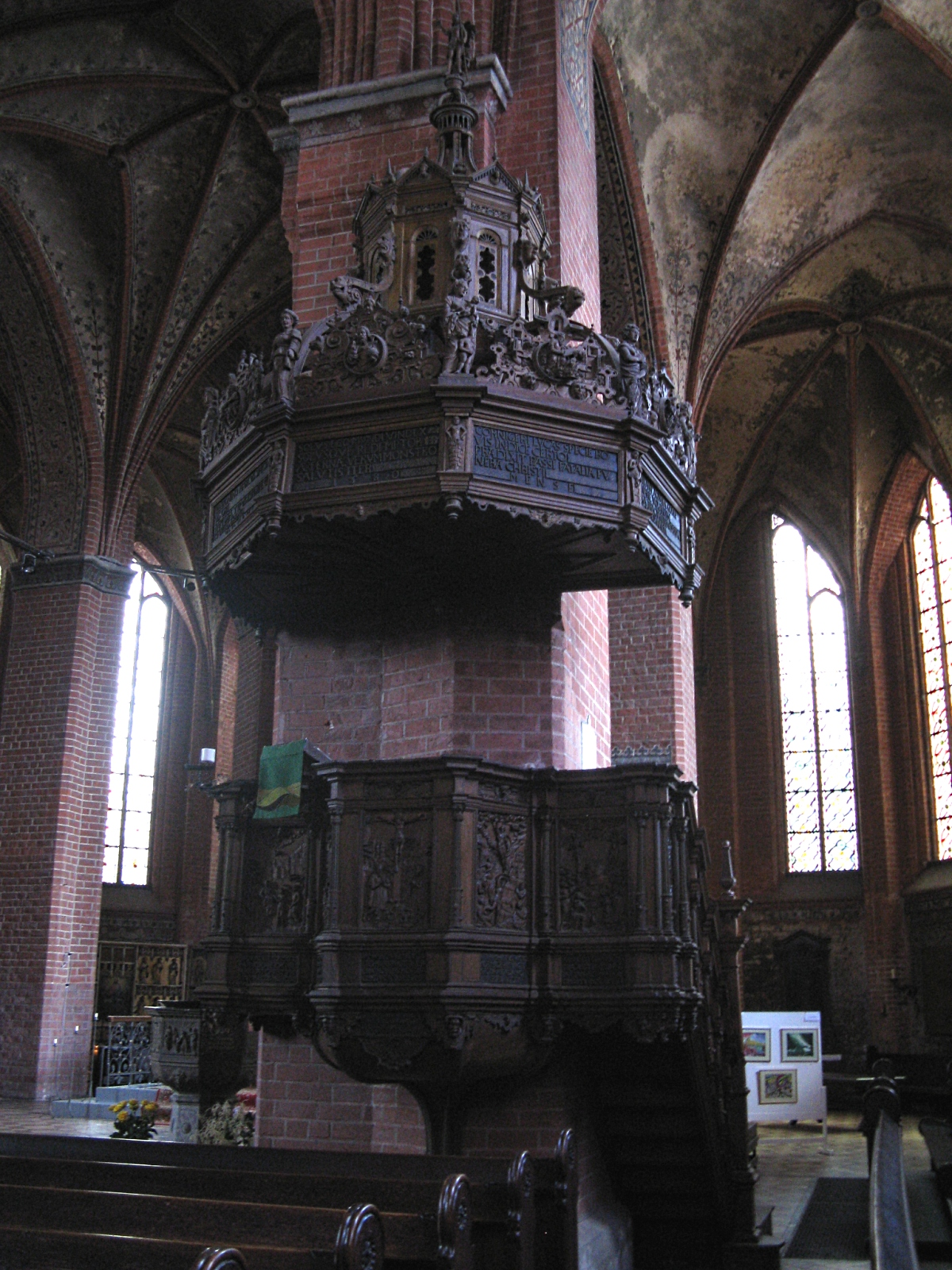
Kanzel

Der größte Teil der Kirchenausstattung entstand nach der Reformation. Mittelalterlich sind nur ein Christus als Schmerzensmann aus Holz aus dem frühen 15. Jahrhundert. An den Chorpfeilern finden sich Reste von Wandmalereien aus der zweiten Hälfte des 15. Jahrhunderts. Dargestellt sind die Kirchenväter Gregor und Ambrosius. Weiterhin existieren noch zwei Triumphkreuzgruppen und eine Glocke aus der Zeit um 1400.
Die erste Orgel wurde 1564 von Fabian Peters gefertigt, die Kanzel entstand 1580.
Die Kanzel ist ein Schnitzwerk. Sie enthält viele biblische Szenen. Sie wurde im Jahr 1580 vollendet und trägt die Dedicationsinschrift:
IN . DEI . HONOREM . AC. PATRIAE . SUAE .ORNAMENTUM . D. . D. . JOHANNES . GRANSIN . CIVIS . LUBICENSIS.
Sie wurde durch den Lübecker Bürger Johannes Gransin gestiftet und zeigt das Leben Jesu sowie den Stifter und seine Frau Telse, Witwe des Lübecker Ratsherrn Karsten Timmermann. Die Texte unter den Darstellungen der Lebensstationen Christi an der Kanzel sind noch in lateinischer Sprache. Dehio will die Kanzel als Arbeit dem Lübecker Bildschnitzer Tönnies Evers dem Jüngeren zuschreiben. Nach der Auffassung von Wilhelm Lesenberg kann dies allenfalls als Werkstattzuschreibung gelten. Dies gilt auch für die Inschriften am 1608/1623 gefertigten Ratsgestühl, an dem die älteste Darstellung des Stadtwappens von Parchim zu sehen ist. Das Lutherbild stammt von 1612. 1613 wurde die Glocke vom Parchimer Glockengießer M. Westfal gefertigt. Diese wurde 2006 repariert. Die Fünte mit Messingschüssel stammt von 1620. Eine 1622 ebenfalls von M. Westfal gefertigte Glocke ist nicht mehr vorhanden.
1651 wurde das erste Kirchenbuch angelegt, in ihm sind Taufen vermerkt, seit 1784 Geburtsdaten und seit 1657 auch Trauungen und Beerdigungen. Von 1727 und 1734 sowie von 1811 stammen die Epitaphe. Die Orgel wurde 1754 von Orgelbauer Paul Schmidt aus Rostock neu errichtet.
In der Kirche befindet sich das Grab von Johann Jakob Engel, einem führenden Vertreter der Berliner Aufklärung, der aus Parchim stammt. Die Friese-Orgel wurde am 15. Dezember 1871 geweiht.

### Altar

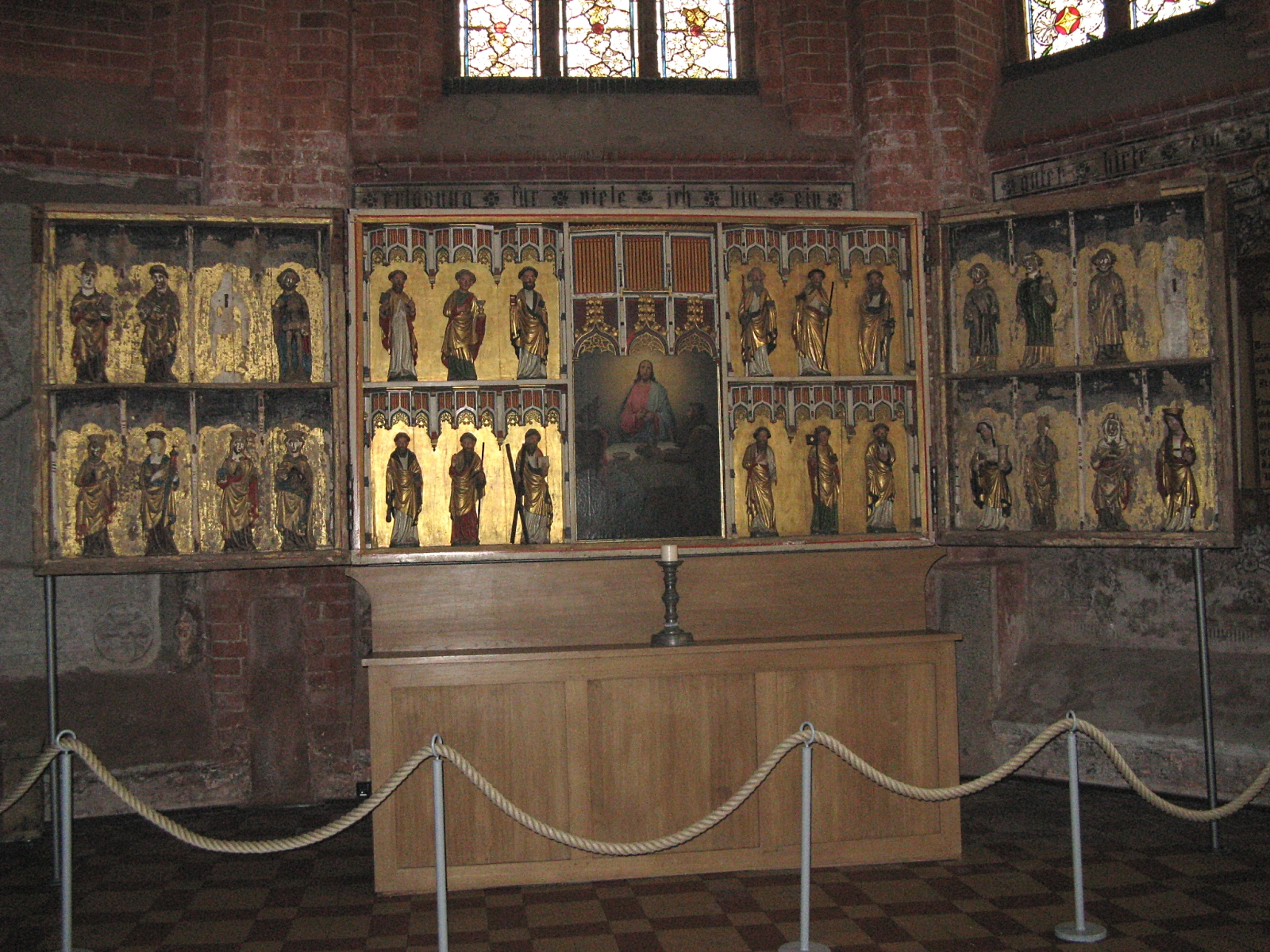
Flügelaltar

Die älteste vorhandene Ausstattung ist das in veränderter Form erhaltene ehemalige Altarretabel aus dem Jahre 1421. Das Wissen um die Entstehung des Retabels aus der St.-Georgen-Kirche zu Parchim verdanken wir einem Kontakt zwischen dem Maler Henning Leptzow und den Kirchenvorstehern der St.-Georgen-Kirche vom 29. November 1421 über seine Anfertigung. Das Altarretabel stellt ein Pentaptychon dar, wobei es sich hier um einen zweifach wandelbaren Flügelaltar mit Mittelschrein und vier Seitenflügeln handelt. Er besteht heute aus einer geschnitzten Festtagsansicht und zwei gemalten Wandlungen. In der Festtagsansicht erscheint der Mittelschrein dreigeteilt. In der Mitte befindet sich ein Gemälde aus dem 19. Jahrhundert, das Christus und die Emmausjünger darstellt. Was ursprünglich im mittleren Teil zu sehen war, ist unbekannt. Rechts und links des Gemäldes stehen, je in Dreiergruppen übereinander, die zwölf Apostel. In den Seitenflügeln sind verschiedene Heilige dargestellt. In der Sonntagsansicht waren am rechten Flügel sechs Szenen aus dem Leben des Heiligen Georgs dargestellt. Die Malereien am linken Flügel sind nahezu vollständig verloren. Sämtliche Teile des Retabels sind aus Eichenholz.
Erstmals wurde der Flügelaltar am Ende des 17. Jahrhunderts stark überarbeitet. 1846 wurde der Altar dem Zeitgeschmack gemäß geteilt, der Mittelschrein diente auf einem neugotischen Altaraufsatz als Altar einer Kapelle der Kirche, die Seitenflügel wurden zeitweilig nicht benutzt. Danach setzte zwar denkmalpflegerisches Umdenken ein, aber erst ab der Mitte der 1960er Jahre gab es von Seiten der Kirchgemeinde Bestrebungen, die einzelnen Teile des Flügelaltars wieder zusammenzuführen. 2001 erfolgten der Zusammenbau aller Altarteile zu einem wandelbaren Flügelaltar und die Aufstellung in der nordöstlichen Seitenkapelle des Chorumgangs.
Von 2002 bis 2006 wurden die Kastenflügel des Retabels restauriert. Auf Grund der akut gefährdeten Farbfassung stand die Konservierung der Malschicht im Vordergrund. Das nunmehr verschiedenartige Erscheinungsbild von Seitenflügeln und Mittelschrein sowie frühere Eingriffe und Veränderungen wurden akzeptiert. Ergänzungen einzelner Bildträgerbestandteile oder rekonstruierende Maßnahmen erfolgten nicht.
Von den ehemals 35 Altären der Kirche sind neben dem Hauptaltar zwei weitere spätgotische Flügelaltäre erhalten. Sie stehen in den Kirchen Bergrade und Lancken.

## Glocken

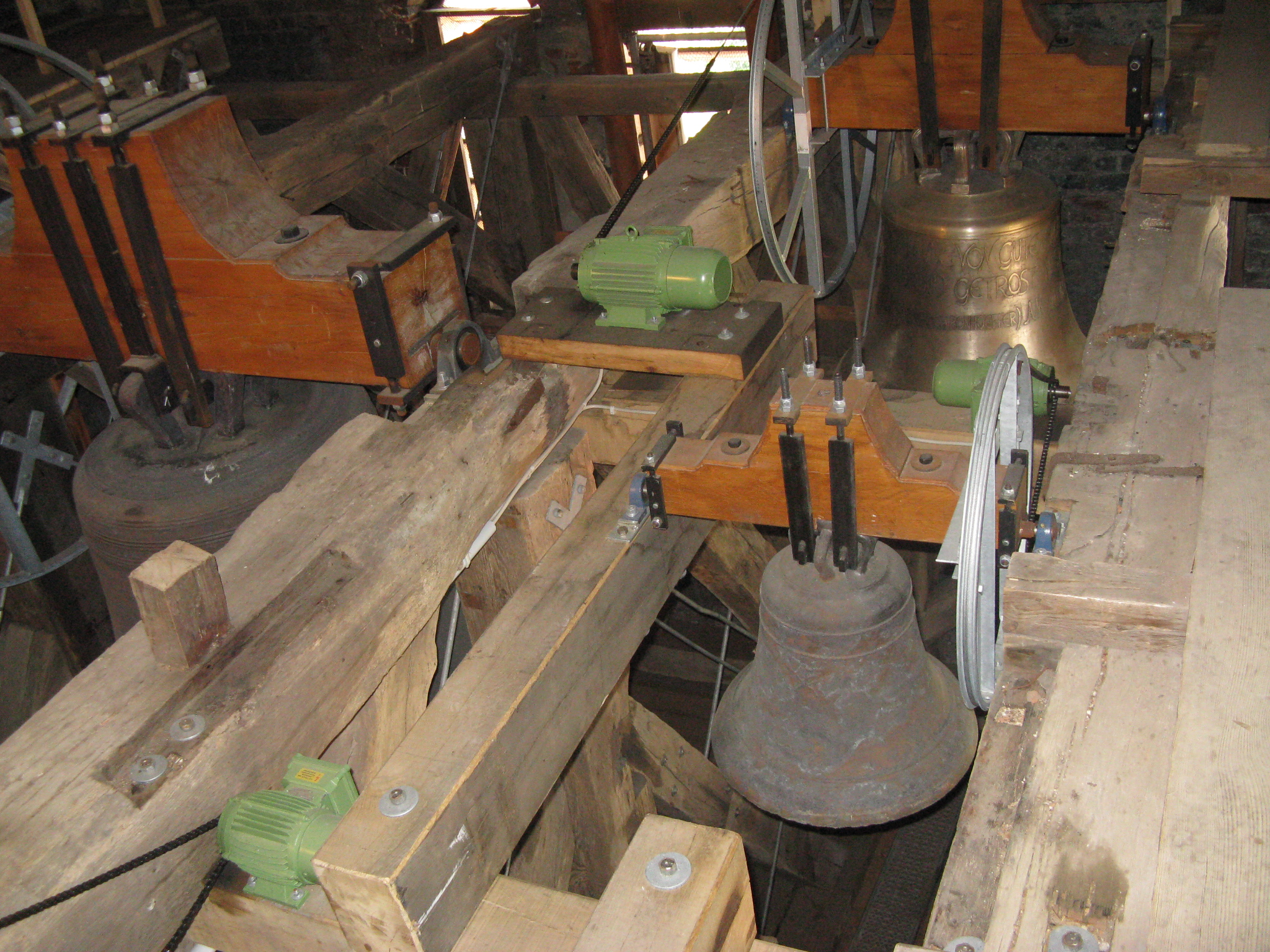
Glockenstuhl

Seit 2007 besitzt die St.-Georgen-Kirche wieder fünf Glocken. Die Planungen zum Wiederaufbau des Geläutes begannen mit der Restaurierung der 2001 vorhandenen, aber wegen der massiven Schäden nicht mehr läutefähigen Klingeglocke (um 1400) und der Apostelglocke (1613), in deren Verlauf letztere eine neue Krone erhielt, die Fehlstellen in Haube und Platte und die Krone der kleinsten Glocke repariert wurden.
Die Glockengeschichte von St. Georgen erfuhr ihre Unterbrechung durch einen Stadtbrand im Jahre 1612, dem wahrscheinlich sämtliche Glocken zum Opfer fielen. Aus dem mutmaßlichen Schadensumfang ergibt sich, dass die heute noch vorhandene mittelalterliche Glocke von 1400 entweder erst nach dem Brand nach St. Georgen gelangt ist oder sie sich – was wahrscheinlicher ist – als Chorglocke im Dachreiter auf dem Kirchenschiff befunden hat. Dieser kann anlässlich einer Stadtansicht aus dem 17. Jahrhundert nachgewiesen werden und bestand noch 1728, ist aber im Verlauf des 18. Jahrhunderts beseitigt worden.
Der erste Glockenguss zum Wiederaufbau des Geläutes geschah im Jahre 1613 durch den in Parchim ansässigen Glockengießer Michael Westfal. Die Apostelglocke ist heute noch vorhanden; sie ist die zweitgrößte Glocke. Ihr Guss geriet alles andere als planmäßig: Vor allem die Haube ist mit zahlreichen Gussfehlern behaftet. Vermutlich besaß die Glocke infolge zu geringen Metalleinsatzes niemals eine vollständige Krone. Für ihren Schlagton – ziemlich genau in der Mitte zwischen c1 und cis1 – ist die Glocke mit rund 3300 kg schwerrippig.
1622 kam es zum Guss der Großen Glocke. Im Meldebogen aus dem Jahre 1940 ist ein Durchmesser von 1820 mm und der Schlagton g0 eingetragen. Im Zweiten Weltkrieg wurde die Glocke in die geringstwertige Gruppe A eingestuft und nach der Beschlagnahme sofort vernichtet.
Die dritte Glocke, die einstige Wächterglocke, trat 1665 durch das Werk des Wismarer Gießers Adam Dankwart ins Licht der Geschichte. Auch diese Glocke wurde infolge falscher Klassifizierung ein Opfer des Zweiten Weltkrieges.
Bei zwei weiteren Glocken handelte es sich um sogenannte kleine Chorglocken, die ebenfalls zusammen mit den anderen drei Glocken der Kirche trotz ihres Alters und ihrer geschichtlichen Bedeutung in Gruppe A eingestuft worden sind, so dass alle Glocken der Kirche nach der Ankunft an der Sammelstelle des sogenannten Glockenfriedhofes in Hamburg sofort zu verhütten waren. Auf diese Weise gingen drei Glocken verloren. Nach dem Krieg konnten die Apostelglocke und eine Klingeglocke zurückgeführt werden, wobei sie auf einen unförmigen Stahljoch installiert wurden. Bis zum Jahre 2001 war die Apostelglocke nunmehr die einzig läutbare Glocke der Kirche.
Nach der Neugründung des Fördervereins im Jahre 2001 plante man den Erhalt der beiden vorhandenen Glocken und den Neuguss dreier weiterer Glocken zu einem Fünfergeläut. Da der Glockenstuhl zum denkmalswerten Bestand gehört, waren konstruktionsverändernde Eingriffe nicht zu dulden, welches eindeutige und nicht veränderbare Vorgaben für die musikalische Faktur des Geläutes zeigte. Ließen schon im Vorfeld beim Läuten der Apostelglocke deutlich merkbare Bewegungen des Turmes nichts Gutes erwarten, so ergab eine baudynamische Messung, dass der Turm besonders auf kleinere Glocken empfindlich reagiert.
Den Auftrag zum Guss der neuen Glocken erhielt die Glockengießerei Bachert in Karlsruhe. Zwei Glocken entstanden 2006. Der Guss der großen Glocke (4150 kg, Schlagton: a0 +7,) erfolgte zur Sterbestunde Jesu am Freitag, den 18. Mai 2007. Der vorhergesehene Schlagton war genau getroffen, so dass die Glocke ohne jede Korrektur die Gießerei verlassen konnte.
Die zweite Glocke (1613, 3310 kg, Schlagton: c1 +9) ist die größere der beiden noch vorhandenen alten Glocken, die oben bereits beschriebene Apostelglocke.
Die dritte Glocke (2006, 1072 kg, Schlagton: f1 +7,5) trägt dem Wunsch der Gemeinde entsprechend Glaubensworte eines Glaubenszeugens jüngster Vergangenheit, nämlich des Dietrich Bonhoeffer:
+ VON GUTEN MÄCHTEN WUNDERBAR GEBORGEN ERWARTEN WIR GETROST WAS KOMMEN MAG + GOTT IST MIT UNS AM ABEND UND AM MORGEN + UND GANZ GEWISS AN JEDEM NEUEN TAG +
Die vierte Glocke ist eine neugegossene Spiritus-Domini-Glocke (2006, 195 kg, Schlagton: d2 +9), die fünfte Glocke die alte, restaurierte Klingeglocke des Glockengießers Johannes Reborch (um 1400, 119 kg, Schlagton: fis2 +8).
| Überblick über das Geläut von St. Georgen in Parchim | Überblick über das Geläut von St. Georgen in Parchim | Überblick über das Geläut von St. Georgen in Parchim | Überblick über das Geläut von St. Georgen in Parchim | Überblick über das Geläut von St. Georgen in Parchim | Überblick über das Geläut von St. Georgen in Parchim | Überblick über das Geläut von St. Georgen in Parchim |
| ---------------------------------------------------- | ---------------------------------------------------- | ---------------------------------------------------- | ---------------------------------------------------- | ---------------------------------------------------- | ---------------------------------------------------- | ---------------------------------------------------- |
| Nr.                                                  | Name                                                 | Gussjahr                                             | Gießer, Gussort                                      | Durchmesser (mm)                                     | Masse (kg)                                           | Schlagton (HT-1/16)                                  |
| 1                                                    | Große Glocke                                         | 2007                                                 | Albert Bachert, Karlsruhe                            | 1.886                                                | 4.150                                                | a0 +7                                                |
| 2                                                    | Apostelglocke                                        | 1613                                                 | Michael Westphal, Parchim                            | 1.772                                                | 3.310                                                | c1 +7+                                               |
| 3                                                    | Dietrich Bonhoeffer                                  | 2006                                                 | Albert Bachert, Karlsruhe                            | 1.190                                                | 1.072                                                | f1 +7,5                                              |
| 4                                                    | Spiritus Domini                                      | 2006                                                 | Albert Bachert, Karlsruhe                            | 0688                                                 | 0195                                                 | d2 +9                                                |
| 5                                                    | Klingeglocke                                         | um 1400                                              | Johannes Reborch                                     | 0569                                                 | 0119                                                 | fis2 +8                                              |

## Gemeindeleben
Neben dem herkömmlichen Gemeindeleben einer Kirchgemeinde sind insbesondere die Aufrechterhaltung der „offenen Kirche“ zu nennen. Hierunter versteht sich die ehrenamtliche Offenhaltung des Kirchengebäudes und des Angebotes von Turmbesichtigungen und Führungen für Besucher während der Sommermonate.
Anderenfalls finden sich ganzjährige Besichtigungsmöglichkeiten nach den sonntäglichen Gottesdiensten um 10:00 Uhr.

## Geistliche
- Heinrich Askan Engelken, Pastor und Superintendent 1713–1734
- Günter Pilgrim, Pastor 1908 bis 1995